# 長野県道352号新田春木線
長野県道352号新田春木線（ながのけんどう352ごう しんでんはるきせん）は、長野県須坂市を走る一般県道。

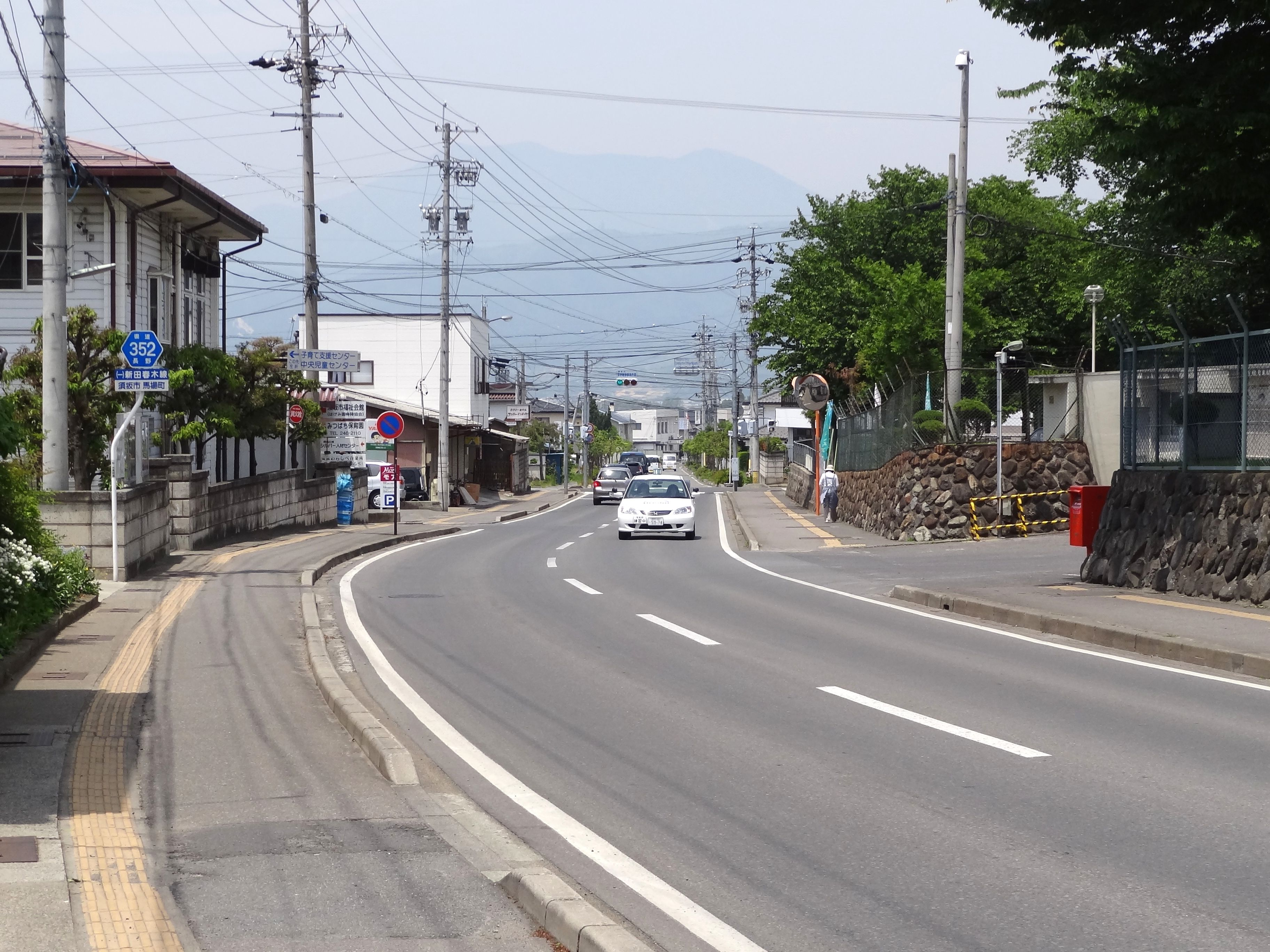
須坂市大字須坂付近

## 概要

### 路線データ
- 起点：須坂市大字小島字新田（長野県道343号村山小布施停車場線交点）
- 終点：須坂市大字須坂字春木町（馬場町交差点＝国道403号交点）
- 延長：4.6km

## 接続・交差する道路
- （須坂市小島付近＝起点）
  - 長野県道343号村山小布施停車場線
- 新田町交差点（須坂市小河原）
  - 長野県道499号相之島高山線
- 馬場町交差点（須坂市須坂＝終点）
  - 国道403号（谷街道）

## 周辺
- 長野刑務所
- 長野県須坂商業高等学校